# 2008年夏季奧林匹克運動會花樣游泳比賽

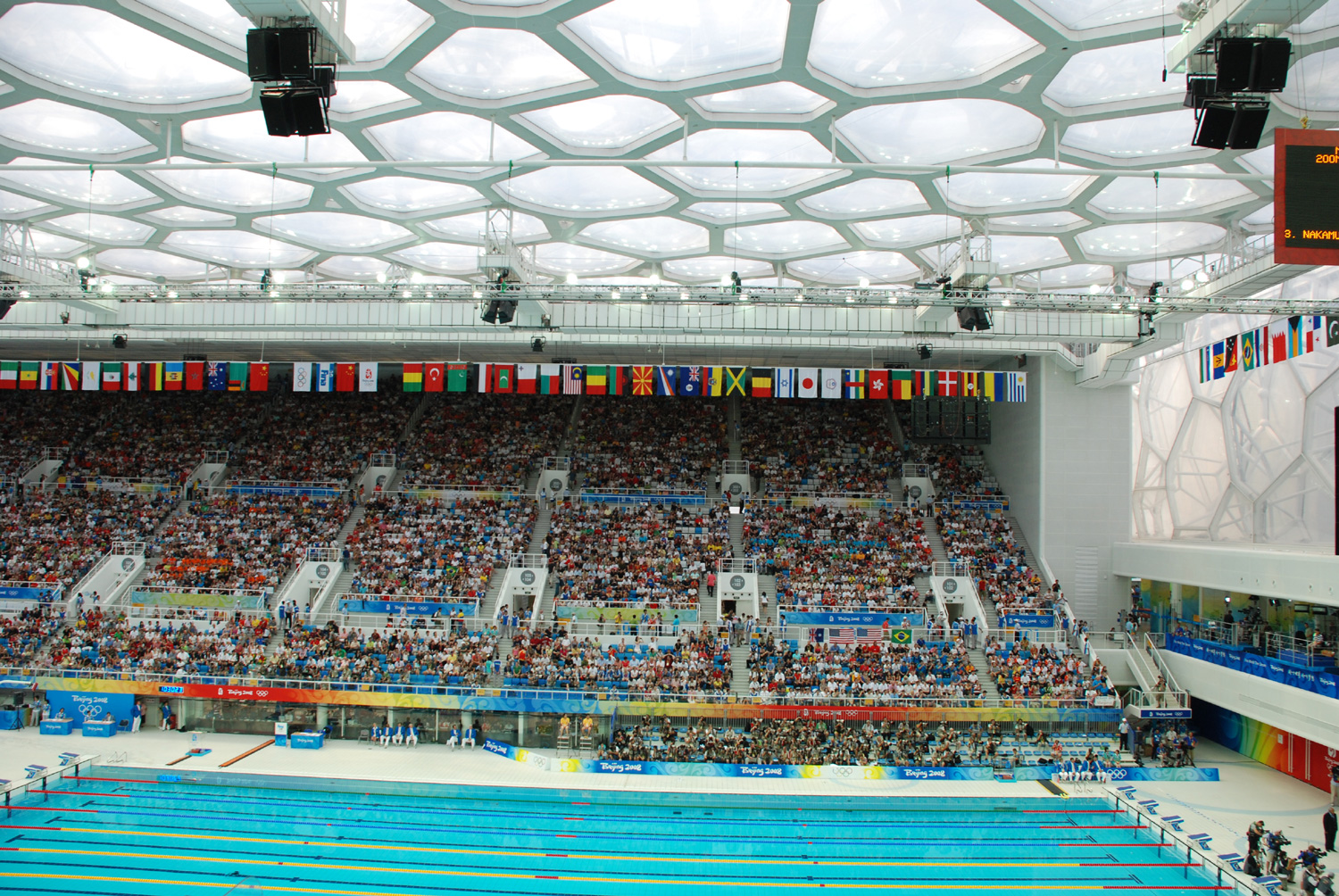
2008年夏季奥林匹克运动会花样游泳比赛

2008年夏季奧林匹克運動會的水上芭蕾比賽是北京奧運中「水上專項」的項目之一。賽事會由8月17日至8月22日於「水立方」北京國家游泳中心進行，本屆的水上芭蕾賽事共會產生兩枚金牌，這個比賽項目亦是本屆夏季奧運會唯一一項只能由女子運動員參與的項目。本屆奧運水上芭蕾比賽共有25個國家參加，當中包括上屆奧運雙人及團體金、銀銅得主俄羅斯，日本及美國。

## 各國獎牌榜
| 排名   | 国家／地区 | 金牌 | 银牌 | 铜牌 | 總數 |
| ------ | ---------- | ---- | ---- | ---- | ---- |
| 1      | 俄罗斯     | 2    | 0    | 0    | 2    |
| 2      | 西班牙     | 0    | 2    | 0    | 2    |
| 3      | 中国       | 0    | 0    | 1    | 1    |
| 3      | 日本       | 0    | 0    | 1    | 1    |
| 總計： | 總計：     | 2    | 2    | 2    | 6    |

## 比賽項目
水上芭蕾設有兩個比賽項目，包括：
- 女子團體
- 女子雙人

## 賽程
以下列表為2008年夏季奧林匹克運動會水上芭蕾比賽賽程：
| 日期                    | 比賽時間    | 項目                 |
| ----------------------- | ----------- | -------------------- |
| 2008年8月18日（星期一） | 15:00-16:40 | 雙人指定項目         |
| 2008年8月19日（星期二） | 15:00-17:10 | 雙人自由項目（預賽） |
| 2008年8月20日（星期三） | 15:00-16:30 | 雙人自由項目（決賽） |
| 2008年8月22日（星期五） | 15:00-15:45 | 團體指定項目         |
| 2008年8月23日（星期六） | 15:00-15:45 | 團體自由項目（決賽） |

## 參賽資格
本屆的水上芭蕾比賽共有8隊團體（每隊各有9名運動員）參與以及24隊雙人組合參與，除主辦國 中国外，所有的國家或地區隊伍都必須通過資格賽才能晉身2008年8月進行的夏季奧運會水上芭蕾比賽。每個國家或地區最多只可以1隊團體及1隊雙人組合代表參賽。
以下列表是本屆夏季奧運會水上芭蕾賽事的資格賽，每個國家或地區必須在國際性賽事取得一定的成績才可以取得出線權。另外凡於團體資格賽取得出線權的8個國家可以同時取得參加雙人賽的參賽資格：

### 雙人
| 出線國家                                                                                               | 出線名額 | 出線資格                   | 資格賽舉辦日期         | 資格賽舉辦地點 |
| --- | -------- | -------------------------- | ---------------------- | -------------- |
| 中国 · 俄羅斯 · 美国 · 埃及 · 西班牙 · 日本 · 加拿大                                                   | 8組      | 團體資格賽取得出線權的國家 | 資格賽舉辦日期         | 資格賽舉辦地點 |
| 義大利 · 乌克兰 · 希腊 · 荷蘭 · 瑞士 · 巴西 · 法國 · 以色列 · 墨西哥 · 英国 · 白俄羅斯 · 捷克 · 奥地利 | 15組     | 奧運資格賽出線隊伍         | 2008年4月16日至4月20日 | 北京           |
| 新西兰                                                                                                 | 1組      | 大洋洲資格賽冠軍           | 2007年7月19日至7月22日 | 蘇黎世         |
| 總數                                                                                                   | 24隊     |                            |                        |                |

### 團體
| 出線國家               | 出線名額 | 出線資格                 | 資格賽舉辦日期         | 資格賽舉辦地點 |
| ---------------------- | -------- | ------------------------ | ---------------------- | -------------- |
| 中国                   | 1隊      | 主辦國                   | 資格賽舉辦日期         | 資格賽舉辦地點 |
| 俄羅斯                 | 1隊      | 歐洲花樣游泳盃冠軍       | 2007年5月30日至6月2日  | 羅馬           |
| 美国                   | 1隊      | 2007年泛美運動會冠軍     | 2007年7月13日至7月29日 | 里約熱內盧     |
| 埃及                   | 1隊      | 非洲花樣游泳錦標賽冠軍   | 2007年12月4日至12月5日 | 開羅           |
|                        | 1隊      | 大洋洲花樣游泳錦標賽冠軍 | 2007年7月19日至7月22日 | 蘇黎世         |
| 西班牙 · 日本 · 加拿大 | 3隊      | 奧運資格賽               | 2008年4月16日至4月20日 | 北京           |
| 總數                   | 8隊      |                          |                        |                |

## 各項成績
| 項目             | 金牌 | 金牌      | 银牌 | 银牌     | 铜牌                                                                          | 铜牌     |
| 雙人比賽（詳細） | 阿纳斯塔西娅·（俄罗斯） · 阿纳斯塔西娅·（俄罗斯） | 99.251分  | 安德鲁·富恩特斯（西班牙） · 赫玛·（西班牙） | 98.334分 | 原田早穗（日本） · 铃木绘美子（日本）                                         | 97.167分 |
| 團體比賽（詳細） | 俄罗斯（RUS） · 阿纳斯塔西娅·达维多娃 · 阿纳斯塔西娅·叶尔马科娃 · 玛丽亚·格罗莫娃 · 纳塔利娅·伊先科 · 埃莉维拉·哈夏诺娃 · 奥莉加·库热拉 · 斯韦特兰娜·罗马申娜 · 安娜·绍琳娜 | 100.000分 | 西班牙（ESP） · 阿尔瓦·卡韦略 · 拉克尔·科拉尔 · 安德鲁·富恩特斯 · 赫玛·门瓜尔 · 泰丝·恩里克斯 · 劳拉·洛佩斯 · 希塞拉·莫龙 · 伊里娜·罗德里格斯 · 保拉·蒂拉多斯 | 98.667分 | 中国（CHN） · 顾贝贝 · 蒋婷婷 · 蒋文文 · 刘鸥 · 罗茜 · 孙萩亭 · 王娜 · 张晓欢 | 97.500分 |

## 外部連結
- 本屆奧運各項項目比賽時間表